# Citlivý člověk
Citlivý člověk je román českého spisovatele Jáchyma Topola. Vydán byl v roce 2017 nakladatelstvím Torst. Autorem obalu knihy je Juraj Horváth. Jde o Topolovu první knihu po osmi letech – předchozí dílo s názvem Chladnou zemí uvedl v roce 2009. Kniha pojednává o kočovné rodině a velká část příběhu se odehrává u řeky Sázavy. Jde o groteskní příběh, přičemž Topol jako důvod uvedl, že mu v uplynulých několika letech zemřelo několik členů rodiny – mladší bratr, otec i matka. Rozdíl od předchozích autorových knih je rovněž v tom, že se Citlivý člověk odehrává mimo město. Kniha se dočkala pozitivního přijetí kritiky, například Alena Slezáková mu ve své recenzi pro iDNES.cz dala 90 %.
V září 2017 knihu načetl Petr Čtvrtníček pro Český rozhlas. Jeho interpretace byla oceněna jako Audiokniha roku. V říjnu toho roku získal Topol za román, ale také svou další tvorbu, Státní cenu za literaturu. V prosinci 2017 obsadil druhé místo v anketě Kniha roku Lidových novin 2017, redaktor Petr Kamberský jej označil za spoluvítěze. V říjnu 2018 oznámil režisér Tomáš Klein záměr knihu zfilmovat. Stejnojmenný film měl premiéru 2. července 2023 na filmovém festivalu v Karlových Varech. V listopadu 2019 uvedlo Divadlo Kámen divadelní hru S citem, která vychází z knihy Citlivý člověk. V listopadu 2020 následovala v témže divadle hra Poříčská Madona, inspirovaná dalšími motivy románu.

## Překlady
V březnu 2019 kniha vyšla v německém překladu Evy Profousové pod názvem Ein empfindsamer Mensch (nakladatelství Suhrkamp Verlag). V srpnu 2019 kniha vyšla v polštině pod názvem Wrażliwy człowiek (překlad Dorota Dobrew). V roce 2020 kniha vyšla v italštině pod názvem Una persona sensibile (překlad Laura Angeloni), v nizozemštině jako Een gevoelig iemand (Edgar de Bruin) a v makedonštině jako Чувствителен човек (Соња Стојменска-Елзесер – Sonja Stojmenska-Elzeser). Roku 2021 vyšla francouzsky jako Une personne sensible (Marianne Canavaggio), srbsky jako Osetljivi čovek (Uroš Nikolić) a litevsky jako Jautrus žmogus (Vaida Braškyté Němečková). Roku 2022 vyšla chorvatsky jako Osjetljiv čovjek (Mirna Stehlíková Đurasek).

## Kontroverze
Topol byl kvůli knize ostře kritizován v článku nadepsaném „Smí spisovatel Topol napsat román Citlivý člověk?“, který sepsali Ladislav Jakl, Václav Klaus a Jiří Weigl. Tento článek vyvolal řadu polemických ohlasů v tisku, výrazně kritickou reakci na obranu autora napsal publicista, spisovatel a historik Petr Placák.
Po zveřejnění nominací na cenu Magnesia Litera za rok 2017 uvedl publicista Daniel Konrád článek, v němž se zabývá otázkou, proč není kniha jednou z nominovaných. Novinář Petr Fischer, který je předsedou komise pro udílení cen, později uvedl, že v porotě došlo v souvislosti s knihou Citlivý člověk ke sporu. On sám byl pro její nominaci, ale s odstupem času prohlásil, že její nenominování, které vyneslo řadu ohlasů, bylo pozitivní, neboť právě množství ohlasů dokazuje její kvalitu.